# Asobi ni Iku yo!
Asobi ni Iku yo! (あそびにいくヨ! lit. ¡Vamos a jugar!?) es una serie de novelas ligeras japonesas escritas por Okina Kamino e ilustradas por Hōden Eizō y Nishieda. La serie, la cual consiste de 20 volúmenes, fue publicada por Media Factory bajo su etiqueta MF Bunko J desde el 25 de octubre de 2003 hasta el 25 de febrero de 2015. Una adaptación a manga por 888 comenzó su serialización en la revista de manga seinen Montly Comic Alive el 26 de agosto de 2006. Una adaptación a anime se estrenó el 10 de julio de 2010.

## Argumento
La historia se centra alrededor de Kio Kakazu. Durante un servicio memorial para uno de sus ancestros, él conoce a una chica con orejas de gato. La chica dice llamarse Eris y menciona que ella es alien. Poco después, adoradoras fanáticas alienígenas y una misteriosa agencia del gobierno están en persecución de Eris, pero la amiga de la infancia de Kio, Manami —quien quiere seguir los pasos de su padre en la CIA— captura a Eris. Por lo que Kio tendrá que proteger a Eris de todos.

## Personajes
Kio Kakazu
Seiyu: Mutsumi Tamura
Es el protagonista masculino de la serie. Es un chico con apariencia algo débil, aunque es de buenos sentimientos y por lo tanto siempre se preocupa por los demás, intentando ayudar en lo que pueda, tiene una forma de ser muy dulce, tiene una gran preocupación y es que a su edad no posee un sueño, ni le emociona ninguna actividad y por lo tanto se siente menos importante que los demás al no tener algo especial. Temporalmente fue el capitán de la nave de los Catians y en el último capítulo del anime se vuelve un catiano (modificando su ADN). 
Tiene un defecto para tristeza de las chicas, y es que es muy despistado en todo lo relacionado al romance, cuando era más joven estaba enamorado de su amiga Manami pero por un malentendido pensó que tenía novio, por lo que decidió no hacer nada y dejarla como simple amiga, sin embargo no se sabe si realmente ya no le gusta, al parecer es muy popular entre las chicas por lo que hay varias chicas detrás de él, entre ellas la misma Manami, su otra amiga Aoi y Eris con quien tiene un vínculo especial, además de ser con quien pasa la mayor parte del tiempo, posiblemente Eris le atrae en todo sentido, sin embargo nunca se específica a quien le gusta más. No se sabe nada de su familia a excepción de su tío Yuichi quien al parecer sabe de todo y casi se sabe nada de él.
Eris
Seiyu: Kanae Itō
Ella es una de las protagonistas y es una extraterrestre perteneciente a la raza de los Catians. Ella es alegre, algo inocente, amigable y relajada, siente mucha curiosidad por saber todo acerca de la Tierra, le llama mucho la atención la cultura de los humanos, aunque por lo general no entiende del todo bien las cosas y al final termina comprendiendo más la parte pervertida (cuando la hay), ella es representante de los catianos en la Tierra y fue la escogida para conocer todo sobre la Tierra, para poder así lograr entablar más fácilmente una relación amistosa oficialmente entre humanos y catianos. Su mayor deseo es lograr la relación entre las dos razas y así hacer muchos más amigos, además de estar con Kio. 
El primer chico con que se hace amigo es con Kio, despertando sus sentimientos hacia él cuando fue a rescatarla de su secuestro por parte de la CIA, desde ese momento ella tiene una relación especial con él, por lo que cuando tiene su primera temporada de calentura (o apareamiento) a sus 16 años, escoge a Kio como su primer acompañante pero para su tristeza tiene que postergarla debido a que podía interferir en sus misiones, ya que sus instintos estaban fuera de control y podían hacerle cometer errores, aun así lo escogió de una vez como su acompañante para la próxima vez. Ella está enamorada de Kio pero a pesar de que tiene rivales (también amigas: Aoi y Manami) no se siente preocupada porque según ella se puede compartir a Kio, aun así no le gusta que hagan cosas con Kio sin que ella pueda hacer algo, como cuando Aoi y Manami lo besan en el espacio. Se sabe poco de su vida en su planeta, sólo que siente culpa por hechos realizado por sus antepasados, aparte de eso de que se lleva muy bien con la tripulación. Posee un traje especial que le otorga diversas habilidades, también tiene un aproximado de 18 assitdroid y tiene una nave pequeña.

## Organizaciones
Catia (キャーティア Kyātia?)
Una raza alienígena. Se ven y hablan como los humanos, excepto que tienen orejas y cola de gato. En la actualidad utilizan la casa de Kio como su embajada.
Dogisia (ドギーシュア Dogīshua?)
Otra raza alienígena similar a los Catians, excepto que tienen orejas y cola de perro. Son enemigos cercanos de los Catians, similar a una relación de un gato y un perro. Llegaron un poco antes que los Catians, sin embargo mantuvieron su llegada en secreto igual que las conexiones realizadas con los militares, parecen querer evitar cualquier tipo de colaboración entre la Tierra y los Catians.
CIA
Contacto Hermoso
Se trata de un grupo terrorista dedicado a recibir a la primera especie intergaláctica a la Tierra. Sin embargo, son también muy selectivos a lo que desean que sea los primeros extraterrestres, en cuanto ven a Eris sentían que sería inaceptable para la raza humana que ella sea su primer encuentro y planeaban deshacerse de ella antes de que su presencia se hiciera pública. Maki es el líder de la secta japonesa.
DIA
Agencia de Inteligencia de Defensa, maneja la inteligencia militar del Departamento de Defensa de los Estados Unidos.
Parte inferior de la pata Kitty (子猫の足裏 Koneko no Ashiura?)
Un gran culto dedicado a la adoración de las orejas y cola de gato. Es dirigida por Antonia.

## Media

### Novela ligera
| Núm. | Fecha de publicación     | ISBN                   |
| ---- | ------------------------ | ---------------------- |
| 1    | 25 de octubre de 2003    | ISBN 4-8401-0861-7     |
| 2    | 25 de febrero de 2004    | ISBN 4-8401-1035-2     |
| 3    | 25 de mayo de 2004       | ISBN 4-8401-1090-5     |
| 4    | 25 de agosto de 2004     | ISBN 4-8401-1135-9     |
| 5    | 25 de noviembre de 2004  | ISBN 4-8401-1174-X     |
| 6    | 25 de abril de 2005      | ISBN 4-8401-1252-5     |
| 7    | 25 de agosto de 2005     | ISBN 4-8401-1408-0     |
| 8    | 22 de diciembre de 2005  | ISBN 4-8401-1469-2     |
| 9    | 25 de septiembre de 2006 | ISBN 4-8401-1597-4     |
| 10   | 25 de mayo de 2007       | ISBN 978-4-8401-1844-6 |
| 11   | 25 de mayo de 2008       | ISBN 978-4-8401-2310-5 |
| 12   | 25 de marzo de 2009      | ISBN 978-4-8401-2486-7 |
| 13   | 25 de enero de 2010      | ISBN 978-4-8401-3161-2 |
| 14   | 25 de junio de 2010      | ISBN 978-4-8401-3429-3 |
| 15   | 23 de marzo de 2012      | ISBN 978-4-8401-4527-5 |
| 16   | 25 de octubre de 2012    | ISBN 978-4-8401-4817-7 |
| 17   | 25 de febrero de 2013    | ISBN 978-4-8401-4994-5 |
| 18   | 25 de diciembre de 2013  | ISBN 978-4-8401-4994-5 |
| 19   | 25 de diciembre de 2014  | ISBN 978-4-04-067309-7 |
| 20   | 25 de febrero de 2015    | ISBN 978-4-04-067401-8 |

### Manga
| Núm. | Fecha de publicación     | ISBN                   |
| ---- | ------------------------ | ---------------------- |
| 1    | 31 de marzo de 2007      | ISBN 978-4-8401-1692-3 |
| 2    | 30 de septiembre de 2007 | ISBN 978-4-8401-1954-2 |
| 3    | 30 de abril de 2008      | ISBN 978-4-8401-2220-7 |
| 4    | 30 de noviembre de 2008  | ISBN 978-4-8401-2294-8 |
| 5    | 31 de marzo de 2009      | ISBN 978-4-8401-2544-4 |
| 6    | 31 de enero de 2010      | ISBN 978-4-8401-2972-5 |
| 7    | 30 de junio de 2010      | ISBN 978-4-8401-3337-1 |
| 8    | 23 de febrero de 2011    | ISBN 978-4-8401-3754-6 |
| 9    | 21 de diciembre de 2013  | ISBN 978-4-04-066147-6 |
| 10   | 23 de agosto de 2014     | ISBN 978-4-04-066831-4 |

### Anime

#### Lista de episodios
| Núm.     | Título | Fecha de emisión         |
| -------- | --- | ------------------------ |
| 1        | "El gato que vino a la Tierra" "Chikiu ni Ochite Kita Neko" (ちきうにおちてきたねこ)                        | 10 de julio de 2010      |
| 2        | "Vine para jugar" "Asobi ki Nimashita" (あそびきにました)                                                   | 17 de julio de 2010      |
| 3        | "Vine para quedarme" "Tomari ki Nimashita" (とまりきにました)                                               | 24 de julio de 2010      |
| 4        | "Vine para secuestrar" "Sarai ki Nimashita" (さらいきにました)                                              | 31 de julio de 2010      |
| 5        | "He venido a salvarlos" "Tasuke ki Nimashita" (たすけきにました)                                            | 7 de agosto de 2010      |
| 6        | "Tenemos que practicar" "Renshiu Shimashita" (れんしうしました)                                             | 14 de agosto de 2010     |
| 7        | "He venido a nadar" "Oyogi ki Nimashita" (およぎきにました)                                                 | 21 de agosto de 2010     |
| 8        | "Vinimos para un duelo" "Kettō Shimashita" (けっとうしました)                                               | 28 de agosto de 2010     |
| 9        | "El definitivo primer Assist-a-roid" "Idai naru Saisho no Ashitoroido?" (いだいなるさいしょのあしとろいど?) | 4 de septiembre de 2010  |
| 10       | "Vinimos para el objetivo" "Nerai ki Nimashita" (ねらいきにました)                                          | 11 de septiembre de 2010 |
| 11       | "Vinimos para buscar" "Sagashi ki Nimashita" (さがしきにました)                                             | 18 de septiembre de 2010 |
| 12       | "Vinimos para encontrarlo" "Mitsuke ki Nimashita" (みつけきにました)                                        | 25 de septiembre de 2010 |
| 13 (OVA) | "¡Vine a caer!" "de Asobi ni Kimashita!!" (おーぶいえーであそびにきました!!)                                | 15 de junio de 2011      |

### Videojuego
Una adaptación a videojuego titulada Asobi ni Iku yo! ～Chikyû Pinchi no Konyaku Sengen～ (あそびにいくヨ！～ちきゅうぴんちのこんやくせんげん～) hecha por Idea Factory fue publicada para PlayStation 2 el 27 de julio de 2006.